# Aclista pallida
Aclista pallida är en stekelart som först beskrevs av Thomson 1858.  Aclista pallida ingår i släktet Aclista, och familjen hyllhornsteklar. Arten är reproducerande i Sverige.